# Nati nel 1993/Ottobre
| Questa pagina contiene informazioni ricavate automaticamente dalle voci biografiche con l'ausilio del template Bio e di un bot. L'aggiornamento è periodico e automatico e ricostruisce completamente la pagina. Se manca una persona in questa lista, sei pregato di non aggiungerla, ma accertati piuttosto che la sua voce biografica contenga il template Bio e che i dati anagrafici siano correttamente compilati. Se il template Bio manca, inseriscilo tu stesso o, in alternativa, metti l'avviso {{tmp\|Bio}} che ne segnala la mancanza. Se i dati riportati sono sbagliati, correggi direttamente la voce biografica; le modifiche saranno visibili in questa lista entro pochi giorni. Per chiarimenti vedi il progetto biografie. La lista contiene solo le 438 persone che sono citate nell'enciclopedia e per le quali è stato implementato correttamente il template Bio. Pagina aggiornata al 10 ago 2025. |

- 1º ottobre - Jacopo Balanzoni, cestista italiano
- 1º ottobre - Djilali Bedrani, mezzofondista francese
- 1º ottobre - Christian Bravo, calciatore cileno
- 1º ottobre - Elizabeta Burg, modella croata
- 1º ottobre - Sam Clemmett, attore britannico
- 1º ottobre - İlay Erkök, attrice turca
- 1º ottobre - Pablo Gállego, calciatore spagnolo
- 1º ottobre - Max Hubacher, attore svizzero
- 1º ottobre - Giorgi Kvilitaia, calciatore georgiano
- 1º ottobre - Nicolás López, calciatore uruguaiano
- 1º ottobre - Ronny Marcos, calciatore tedesco
- 1º ottobre - Cozz, rapper e produttore discografico statunitense
- 1º ottobre - Joe Rahon, ex cestista statunitense
- 1º ottobre - Emanuel Rieder, slittinista italiano
- 1º ottobre - Sabela, cantante spagnola
- 1º ottobre - Teklit Teweldebrhan, ex mezzofondista eritreo
- 1º ottobre - Matthew West, pallavolista statunitense
- 2 ottobre - Michy Batshuayi, calciatore belga
- 2 ottobre - Martin Bukata, calciatore slovacco
- 2 ottobre - Aslanbek Kákimov, calciatore kazako
- 2 ottobre - Lance McCullers Jr., giocatore di baseball statunitense
- 2 ottobre - Elizabeth McLaughlin, attrice statunitense
- 2 ottobre - Simon Msuva, calciatore tanzaniano
- 2 ottobre - Lasha T'alakhadze, ex sollevatore georgiano
- 2 ottobre - Kimberly Williamson, altista giamaicana
- 2 ottobre - T.J. Yeldon, giocatore di football americano statunitense
- 3 ottobre - Fidan Aliti, calciatore kosovaro
- 3 ottobre - Julio Cascante, calciatore costaricano
- 3 ottobre - Michael Devlin, calciatore scozzese
- 3 ottobre - Raffaele Di Gennaro, calciatore italiano
- 3 ottobre - Sevda Erginci, attrice turca
- 3 ottobre - Nathalie Fontaine, cestista svedese
- 3 ottobre - Nils van 't Hoenderdaal, ex pistard olandese
- 3 ottobre - Diego Johannesson, ex calciatore spagnolo
- 3 ottobre - Landen Lucas, ex cestista statunitense
- 3 ottobre - Vazha Margvelashvili, judoka georgiano
- 3 ottobre - Rei Pullazi, cestista albanese
- 3 ottobre - Callum Reilly, ex calciatore irlandese
- 3 ottobre - Armando Zamorano, calciatore messicano
- 4 ottobre - Allan Banegas, calciatore honduregno
- 4 ottobre - Louis Bostyn, calciatore belga
- 4 ottobre - Gioele Celerino, rugbista a 13 e ex rugbista a 15 italiano
- 4 ottobre - Nasser Chamed, calciatore francese
- 4 ottobre - Chan Man, calciatore macaense
- 4 ottobre - Gao Jialing, pallavolista cinese
- 4 ottobre - Žan Grošelj, ex sciatore alpino sloveno
- 4 ottobre - Duke Lacroix, calciatore statunitense
- 4 ottobre - Aiden O'Brien, calciatore irlandese
- 4 ottobre - Park Yeon-mi, attivista nordcoreana
- 4 ottobre - Marquinhos Pedroso, calciatore brasiliano
- 4 ottobre - Atthaphan Phunsawat, attore e conduttore televisivo thailandese
- 4 ottobre - Lucas Reiber, attore tedesco
- 4 ottobre - Albion Vrenezi, calciatore kosovaro
- 4 ottobre - Alina Vuc, lottatrice rumena
- 5 ottobre - Mikey Ambrose, ex calciatore statunitense
- 5 ottobre - Federico Bravo, calciatore argentino
- 5 ottobre - Olivia Chance, calciatrice neozelandese
- 5 ottobre - João Domingues, tennista portoghese
- 5 ottobre - Nicola Falasco, calciatore italiano
- 5 ottobre - Alex Hamilton, cestista statunitense
- 5 ottobre - Denis Kutin, calciatore russo
- 5 ottobre - Jewell Loyd, cestista statunitense
- 5 ottobre - Laura Maasik, siepista e mezzofondista estone
- 5 ottobre - Matti Mattsson, nuotatore finlandese
- 5 ottobre - Lucas Noguera Paz, rugbista a 15 argentino
- 5 ottobre - Valentina Pedretti, ex calciatrice italiana
- 5 ottobre - Dominic Ressel, judoka tedesco
- 5 ottobre - Luciano Slagveer, calciatore olandese
- 5 ottobre - Chanathip Songkrasin, calciatore tailandese
- 5 ottobre - Alex Tilley, ex sciatrice alpina britannica
- 6 ottobre - Fabián Bastidas, ex calciatore statunitense
- 6 ottobre - Víctor Cedrón, calciatore peruviano
- 6 ottobre - Adrian Colbert, giocatore di football americano statunitense
- 6 ottobre - Laura Dalla Montà, siepista e mezzofondista italiana
- 6 ottobre - Adam Gemili, velocista britannico
- 6 ottobre - Meghan Haggerty, ex pallavolista statunitense
- 6 ottobre - Shaquille Harrison, cestista statunitense
- 6 ottobre - Nail' Jakupov, hockeista su ghiaccio russo
- 6 ottobre - Julia Karlernäs, calciatrice svedese
- 6 ottobre - Ekaterina Kim, taekwondoka russa
- 6 ottobre - Hayley Ladd, calciatrice gallese
- 6 ottobre - Serena Licchetta, ex ginnasta italiana
- 6 ottobre - Jourdan Miller, modella statunitense
- 6 ottobre - Stefan Moody, cestista statunitense
- 6 ottobre - Ricardo Domingos Barbosa Pereira, calciatore portoghese
- 6 ottobre - Matej Pučko, calciatore sloveno
- 6 ottobre - Joe Rafferty, calciatore inglese
- 6 ottobre - Daniel Rosero, calciatore colombiano
- 6 ottobre - Keysi Sayago, modella venezuelana
- 6 ottobre - Boban Stajić, cestista macedone
- 6 ottobre - Louis Vervaeke, ciclista su strada belga
- 7 ottobre - Kimberley Bos, skeletonista e ex bobbista olandese
- 7 ottobre - Alex Bruno de Souza Silva, calciatore brasiliano
- 7 ottobre - Linda Cerruti, nuotatrice artistica italiana
- 7 ottobre - Abraham Conyedo, lottatore cubano
- 7 ottobre - Ryan Edwards, calciatore inglese
- 7 ottobre - Tyler Ervin, giocatore di football americano statunitense
- 7 ottobre - Michail Fafalis, tuffatore greco
- 7 ottobre - Gonzalo González, calciatore uruguaiano
- 7 ottobre - Rade Krunić, calciatore bosniaco
- 7 ottobre - Rory McKenzie, calciatore scozzese
- 7 ottobre - Yordan Santa Cruz, ex calciatore cubano
- 7 ottobre - Aria Shahghasemi, attore statunitense
- 7 ottobre - Nik Stauskas, cestista canadese
- 7 ottobre - Andrew Tarbell, calciatore statunitense
- 8 ottobre - Gabriela Capová, sciatrice alpina ceca
- 8 ottobre - Daniele D'Onofrio, mezzofondista e maratoneta italiano
- 8 ottobre - Marcelo Djaló, calciatore spagnolo
- 8 ottobre - Harold Fonseca, calciatore honduregno
- 8 ottobre - Oliver Janso, calciatore slovacco
- 8 ottobre - D.J. Johnson, cestista statunitense
- 8 ottobre - Angus T. Jones, attore statunitense
- 8 ottobre - Pierpaolo Marini, cestista italiano
- 8 ottobre - Formose Mendy, calciatore francese
- 8 ottobre - Garbiñe Muguruza, ex tennista spagnola
- 8 ottobre - Koldo Obieta, calciatore spagnolo
- 8 ottobre - Špiro Peričić, calciatore croato
- 8 ottobre - Molly Quinn, attrice e doppiatrice statunitense
- 8 ottobre - Aron Sigurðarson, calciatore e ex giocatore di calcio a 5 islandese
- 8 ottobre - Barbara Palvin, supermodella ungherese
- 8 ottobre - Jorge Ureña, multiplista spagnolo
- 8 ottobre - Kenneth Van Rooy, ciclista su strada belga
- 8 ottobre - Bubba Wallace, pilota automobilistico statunitense
- 8 ottobre - Liza van der Most, calciatrice olandese
- 9 ottobre - Anna Castillo, attrice spagnola
- 9 ottobre - Chasan Chalmurzaev, judoka russo
- 9 ottobre - Chusejn Chalmurzaev, judoka russo
- 9 ottobre - Lauren Davis, tennista statunitense
- 9 ottobre - Žiga Fifolt, cestista sloveno
- 9 ottobre - Fiїnka, cantante e attrice ucraina
- 9 ottobre - Kim Ji-eun, attrice sudcoreana
- 9 ottobre - George Kittle, giocatore di football americano statunitense
- 9 ottobre - Scotty McCreery, cantante statunitense
- 9 ottobre - Jussi Penttala, sciatore freestyle finlandese
- 9 ottobre - Robin Quaison, calciatore svedese
- 9 ottobre - Wesley So, scacchista filippino
- 9 ottobre - Tesfalem Tekle, calciatore eritreo
- 9 ottobre - Vitinho, calciatore brasiliano
- 9 ottobre - Jonathan Peter Williams, calciatore gallese
- 10 ottobre - Bayartsogtyn Mönkhzaya, maratoneta e mezzofondista mongola
- 10 ottobre - Bojan Čečarić, calciatore serbo
- 10 ottobre - Il'ja Dragunov, wrestler russo
- 10 ottobre - Tatsuki Fujimoto, fumettista giapponese
- 10 ottobre - Alhaji Gero, calciatore nigeriano
- 10 ottobre - Lourdes Gurriel Jr., giocatore di baseball cubano
- 10 ottobre - Anders Jenssen, calciatore norvegese
- 10 ottobre - Averdié Mizius, giocatore di football americano francese
- 10 ottobre - Nako Motohashi, cestista giapponese
- 10 ottobre - Riccardo Piscitelli, calciatore italiano
- 10 ottobre - Kyle Reyes, judoka canadese
- 10 ottobre - Shi Zhiyong, sollevatore cinese
- 10 ottobre - Luciano Teixeira, calciatore guineense
- 10 ottobre - Violette Wautier, cantante e attrice thailandese
- 10 ottobre - Masato Yuzawa, calciatore giapponese
- 11 ottobre - CJ Albertson, maratoneta e ultramaratoneta statunitense
- 11 ottobre - Ryley Barnes, pallavolista canadese
- 11 ottobre - Matuê, rapper brasiliano
- 11 ottobre - Josip Čalušić, calciatore croato
- 11 ottobre - Mark Diemers, calciatore olandese
- 11 ottobre - Brandon Flynn, attore statunitense
- 11 ottobre - Imed Louati, calciatore tunisino
- 11 ottobre - Auriane Mallo, schermitrice francese
- 11 ottobre - João Mário Nunes Fernandes, calciatore guineense
- 11 ottobre - Danijel Miškić, calciatore croato
- 11 ottobre - Arkane Mohamed, calciatore francese
- 11 ottobre - Marco Mollura, cestista italiano
- 11 ottobre - Sean Murray, calciatore irlandese
- 11 ottobre - Chidi Osuchukwu, calciatore nigeriano
- 11 ottobre - Zack Sanchez, ex giocatore di football americano statunitense
- 11 ottobre - Marcello Violi, ex rugbista a 15 e allenatore di rugby a 15 italiano
- 12 ottobre - Adrián Colombino, calciatore uruguaiano
- 12 ottobre - Pipo Derani, pilota automobilistico brasiliano
- 12 ottobre - Clément Diop, calciatore francese
- 12 ottobre - Samuel Gigot, calciatore francese
- 12 ottobre - Alexander Jeremejeff, calciatore svedese
- 12 ottobre - Pierre Latour, ciclista su strada francese
- 12 ottobre - Ketel Marte, giocatore di baseball dominicano
- 12 ottobre - Knox Mutizwa, calciatore zimbabwese
- 12 ottobre - Lena Paul, attrice pornografica statunitense
- 12 ottobre - Martin Regáli, calciatore slovacco
- 12 ottobre - Seo Kang-joon, cantante, attore e modello sudcoreano
- 12 ottobre - Jermaine Seoposenwe, calciatrice sudafricana
- 12 ottobre - Rubén Yáñez, calciatore spagnolo
- 13 ottobre - Kristófer Acox, cestista islandese
- 13 ottobre - Alexandra Bunton, cestista australiana
- 13 ottobre - Zinho Gano, calciatore belga
- 13 ottobre - Rodrigo Gomes dos Santos, calciatore brasiliano
- 13 ottobre - Kaito Ishikawa, doppiatore giapponese
- 13 ottobre - Nobuharu Matsushita, pilota automobilistico giapponese
- 13 ottobre - Tatyana Prikhodko, schermitrice kazaka
- 13 ottobre - Joe Ralls, calciatore inglese
- 13 ottobre - Nico Rittmeyer, ex calciatore statunitense
- 13 ottobre - Roh Jae-won, attore sudcoreano
- 13 ottobre - Kōnstantinos Rougkalas, calciatore greco
- 13 ottobre - Dorian Răilean, calciatore moldavo
- 13 ottobre - Filippo Scicchitano, attore italiano
- 13 ottobre - Srđan Spiridonović, calciatore austriaco
- 13 ottobre - Tiffany Trump, socialite statunitense
- 13 ottobre - Houd Zourdani, judoka algerino
- 14 ottobre - Rafał Augustyniak, calciatore polacco
- 14 ottobre - Osvaldo Bosso, calciatore cileno
- 14 ottobre - Georgina Brayshaw, canottiera britannica
- 14 ottobre - Cheick Comara, calciatore ivoriano
- 14 ottobre - Miloš Deletić, calciatore serbo
- 14 ottobre - Beáta Janoščíková, ex cestista slovacca
- 14 ottobre - Charlie Kirk, attivista statunitense
- 14 ottobre - Andrej Medvedev, slittinista russo
- 14 ottobre - Takanori Nagase, judoka giapponese
- 14 ottobre - Sverri Sandberg Nielsen, canottiere faroese
- 14 ottobre - Döwran Orazalyýew, calciatore turkmeno
- 14 ottobre - Natal'ja Podol'skaja, canoista russa
- 14 ottobre - Ardie Savea, rugbista a 15 neozelandese
- 14 ottobre - Matt Williams, cestista statunitense
- 15 ottobre - Ronnie Baker, velocista statunitense
- 15 ottobre - Franco Bellocq, calciatore argentino
- 15 ottobre - Víctor Cantillo, calciatore colombiano
- 15 ottobre - Lucio Corsi, cantautore italiano
- 15 ottobre - Julio Doldán, calciatore paraguaiano
- 15 ottobre - Federica Girardello, attrice italiana
- 15 ottobre - Jonathan Grant, calciatore canadese
- 15 ottobre - Richaun Holmes, cestista statunitense
- 15 ottobre - Kim Ju-song, calciatore nordcoreano
- 15 ottobre - Jean Mota, calciatore brasiliano
- 15 ottobre - Alexandru Olah, cestista rumeno
- 15 ottobre - Artëm Surkov, lottatore russo
- 15 ottobre - Julian Venonsky, canottiere statunitense
- 15 ottobre - Anthony Walongwa, calciatore della Repubblica Democratica del Congo
- 15 ottobre - Diego Wayar, calciatore boliviano
- 16 ottobre - Frank Acheampong, calciatore ghanese
- 16 ottobre - Wílmar Barrios, calciatore colombiano
- 16 ottobre - Moritz Böhringer, giocatore di football americano tedesco
- 16 ottobre - Christian Covington, giocatore di football americano canadese
- 16 ottobre - Keithroy Freeman, calciatore nevisiano
- 16 ottobre - Caroline Garcia, tennista francese
- 16 ottobre - Jamshid Iskanderov, calciatore uzbeko
- 16 ottobre - Argjend Malaj, calciatore kosovaro
- 16 ottobre - Luis Rioja, calciatore spagnolo
- 16 ottobre - Mauarii Tehina, calciatore francese
- 16 ottobre - Yohannes Tilahun, calciatore eritreo
- 16 ottobre - Clément Venturini, ciclista su strada e ciclocrossista francese
- 17 ottobre - Giulia Ambrosetti, calciatrice italiana
- 17 ottobre - Eva Bartoňová, calciatrice e ex giocatrice di calcio a 5 ceca
- 17 ottobre - Georgia Bell, mezzofondista britannica
- 17 ottobre - Witney Carson, ballerina e personaggio televisivo statunitense
- 17 ottobre - Cheng Chao-Tsun, giavellottista taiwanese
- 17 ottobre - Nicky Devlin, calciatore scozzese
- 17 ottobre - Milad Ebadipour, pallavolista iraniano
- 17 ottobre - Kenneth Omeruo, calciatore nigeriano
- 17 ottobre - Vincent Poirier, cestista francese
- 17 ottobre - Andrés Tomás Prieto Albert, calciatore spagnolo
- 17 ottobre - Lisa-Maria Reiss, ex sciatrice alpina austriaca
- 18 ottobre - Alicia Barnett, tennista britannica
- 18 ottobre - Sara Bocchetti, cestista italiana
- 18 ottobre - Alba Brunet, attrice, docente e modella spagnola
- 18 ottobre - Ivan Cavaleiro, calciatore portoghese
- 18 ottobre - Chen Duling, attrice e cantante cinese
- 18 ottobre - Zarina Dijas, tennista kazaka
- 18 ottobre - Rels B, rapper spagnolo
- 18 ottobre - Selahattin Kılıçsallayan, lottatore turco
- 18 ottobre - Miha Lapornik, cestista sloveno
- 18 ottobre - Franco Leys, calciatore argentino
- 18 ottobre - Valeria Mariagrazia Palmieri, pallanuotista italiana
- 18 ottobre - Bastien Pinault, cestista francese
- 18 ottobre - Sergio Rodríguez Febles, cestista spagnolo
- 18 ottobre - Brodie Summers, sciatore freestyle australiano
- 18 ottobre - Alberto Tallón, ginnasta spagnolo
- 19 ottobre - Toon Aerts, ciclocrossista e ciclista su strada belga
- 19 ottobre - Youna Dufournet, ginnasta francese
- 19 ottobre - Kimberly García, marciatrice peruviana
- 19 ottobre - Hunter King, attrice statunitense
- 19 ottobre - Higinio Marín, calciatore spagnolo
- 19 ottobre - Tre' McLean, cestista statunitense
- 19 ottobre - Miguel Ángel Murillo, calciatore colombiano
- 19 ottobre - Francisca Ordega, calciatrice nigeriana
- 19 ottobre - KeiVarae Russell, giocatore di football americano statunitense
- 19 ottobre - Abby Sunderland, velista statunitense
- 19 ottobre - Jair Tjon En Fa, pistard surinamese
- 19 ottobre - Brayan Moya, calciatore honduregno
- 19 ottobre - Gavin Ware, cestista statunitense
- 20 ottobre - Leone Barbaro, canottiere italiano
- 20 ottobre - Ana Paula Borgo, pallavolista brasiliana († 2023)
- 20 ottobre - Homero Calderón, calciatore venezuelano
- 20 ottobre - Cătălin Carp, calciatore moldavo
- 20 ottobre - Artëm Česakov, tuffatore russo
- 20 ottobre - Tomás Dabó, ex calciatore guineense
- 20 ottobre - Jake Gosling, calciatore gibilterriano
- 20 ottobre - Gustavo Gotti, calciatore argentino
- 20 ottobre - Gustav Ludwigson, calciatore svedese
- 20 ottobre - Matteo Malucelli, ciclista su strada e pistard italiano
- 20 ottobre - Axel Maraval, calciatore francese
- 20 ottobre - Tokmac Nguen, calciatore keniano
- 20 ottobre - Ángel Pérez, pallavolista portoricano
- 20 ottobre - Rossella Ratto, ciclista su strada italiana
- 20 ottobre - Taishu Sato, pentatleta giapponese
- 20 ottobre - Alexis Soto, calciatore argentino
- 20 ottobre - Grover Stewart, giocatore di football americano statunitense
- 20 ottobre - Ana Turčinović, cestista montenegrina
- 20 ottobre - Wang Xuemeng, cestista cinese
- 21 ottobre - Fatai Alashe, ex calciatore statunitense
- 21 ottobre - Charles Alloncle, politico francese
- 21 ottobre - An Dae-song, calciatore nordcoreano
- 21 ottobre - Kane Brown, cantante statunitense
- 21 ottobre - Fabien Doubey, ciclista su strada e ciclocrossista francese
- 21 ottobre - Melis Durul, pallavolista turca
- 21 ottobre - Mihaela Kosi, ex sciatrice alpina slovena
- 21 ottobre - Johnny Marajo, calciatore francese
- 21 ottobre - Rie Matsubara, ginnasta giapponese
- 21 ottobre - Adisorn Promrak, calciatore thailandese
- 21 ottobre - Käärijä, rapper finlandese
- 21 ottobre - Valerio Scarponi, giornalista e conduttore radiofonico italiano
- 21 ottobre - Louriza Tronco, attrice e cantante canadese
- 21 ottobre - Adam de Vos, ex ciclista su strada canadese
- 22 ottobre - Gaël Bigirimana, calciatore burundese
- 22 ottobre - Jonathan Bullard, giocatore di football americano statunitense
- 22 ottobre - Jana Dem'jančuk, ginnasta ucraina
- 22 ottobre - Mario Engels, calciatore tedesco
- 22 ottobre - Andrew Hoole, calciatore australiano
- 22 ottobre - Jairo Izquierdo, calciatore spagnolo
- 22 ottobre - Milan Katić, pallavolista serbo
- 22 ottobre - Carlos Knight, attore statunitense
- 22 ottobre - Charalampos Lykogiannīs, calciatore greco
- 22 ottobre - Calum Puttergill, tennista australiano
- 22 ottobre - Il'ja Semikov, fondista russo
- 22 ottobre - Jakub Vojtuš, calciatore slovacco
- 23 ottobre - Édgar Bárcenas, calciatore panamense
- 23 ottobre - Callie Cooke, attrice britannica
- 23 ottobre - Mayron George, calciatore costaricano
- 23 ottobre - Sindrit Guri, calciatore albanese
- 23 ottobre - Charles Mitchell, cestista statunitense
- 23 ottobre - Luka Pibernik, ex ciclista su strada sloveno
- 23 ottobre - Josh Ruffels, calciatore inglese
- 23 ottobre - Sean Davis, giocatore di football americano statunitense
- 23 ottobre - Taylor Spreitler, attrice statunitense
- 23 ottobre - Fabinho, calciatore brasiliano
- 23 ottobre - Mickaël Tirpan, calciatore belga
- 24 ottobre - Mariafe Artacho del Solar, giocatrice di beach volley australiana
- 24 ottobre - Jennifer Batu, martellista francese
- 24 ottobre - Germain Berthé, calciatore maliano
- 24 ottobre - Oleksandr Bondar, tuffatore ucraino
- 24 ottobre - Ramiro Carrera, calciatore argentino
- 24 ottobre - Imoh Ezekiel, calciatore nigeriano
- 24 ottobre - Rachel Hollivay, cestista statunitense
- 24 ottobre - R.J. Hunter, ex cestista e allenatore di pallacanestro statunitense
- 24 ottobre - Nabil Jeffri, ex pilota automobilistico malese
- 24 ottobre - Adam Shaheen, giocatore di football americano statunitense
- 24 ottobre - Farida Waller, modella tailandese
- 25 ottobre - Isaiah Austin, ex cestista statunitense
- 25 ottobre - Grandson, cantante e musicista canadese
- 25 ottobre - Rakish Bingham, calciatore inglese
- 25 ottobre - Bessie Carter, attrice britannica
- 25 ottobre - Iván García, tuffatore messicano
- 25 ottobre - Tómas Óli Garðarsson, ex calciatore islandese
- 25 ottobre - William Howard, cestista francese
- 25 ottobre - Damien Lehmann, giocatore di football americano svizzero
- 25 ottobre - Zsófia Licskai, cestista ungherese
- 25 ottobre - Amir Lugo-Rodriguez, allenatore di pallavolo e ex pallavolista statunitense
- 25 ottobre - Marko Maletić, calciatore bosniaco
- 25 ottobre - Mia Goth, attrice e modella britannica
- 25 ottobre - Jordi Quintillà, calciatore spagnolo
- 25 ottobre - Daniel Redmond, calciatore inglese
- 25 ottobre - Zeno Robinson, doppiatore statunitense
- 25 ottobre - Xander Schauffele, golfista statunitense
- 25 ottobre - Chris Wormley, giocatore di football americano statunitense
- 25 ottobre - Angela Yuen, attrice e modella hongkonghese
- 26 ottobre - Teeks, cantante neozelandese
- 26 ottobre - Sergej Karasëv, cestista russo
- 26 ottobre - Wayne Langston, cestista statunitense
- 26 ottobre - Miguel Lemus, calciatore salvadoregno
- 26 ottobre - Lü Xiuzhi, marciatrice cinese
- 26 ottobre - Piotr Mazurek, politico polacco
- 26 ottobre - Dīmītrios Pelkas, calciatore greco
- 26 ottobre - Óscar Pino, lottatore cubano
- 26 ottobre - Danny Vitale, giocatore di football americano statunitense
- 27 ottobre - Jamal Blackman, calciatore inglese
- 27 ottobre - Megan Courtney, pallavolista statunitense
- 27 ottobre - Troy Gentile, attore statunitense
- 27 ottobre - Edvin Kuč, calciatore montenegrino
- 27 ottobre - Jonathan Martínez, pallavolista portoricano
- 27 ottobre - Nazi Paikidze, scacchista georgiana
- 27 ottobre - Kiefer Ravena, cestista filippino
- 27 ottobre - Gianluca Vallini, hockeista su ghiaccio italiano
- 27 ottobre - Korbinian Vollmann, calciatore tedesco
- 27 ottobre - Wu Di, ex cestista cinese
- 27 ottobre - Douglas Tanque, calciatore brasiliano
- 28 ottobre - Espen Andersen, combinatista nordico norvegese
- 28 ottobre - Gaia Apicella, ex calciatrice italiana
- 28 ottobre - Nienke Brinkman, maratoneta olandese
- 28 ottobre - Joachim Christensen, giocatore di football americano danese
- 28 ottobre - Filippo De Col, calciatore italiano
- 28 ottobre - Alina Anatol'evna Kašlinskaja, scacchista russa
- 28 ottobre - Cheslin Kolbe, rugbista a 15 sudafricano
- 28 ottobre - Marco Lehmann, cestista svizzero
- 28 ottobre - Matija Ljujić, calciatore serbo
- 28 ottobre - Klaudia Medlová, snowboarder slovacca
- 28 ottobre - Tiago Orobó, calciatore brasiliano
- 28 ottobre - Romano Reggiani, attore e musicista italiano
- 28 ottobre - Raquel Rodríguez, calciatrice costaricana
- 28 ottobre - Márk Tamás, calciatore ungherese
- 28 ottobre - Denis Ulanov, sollevatore kazako
- 28 ottobre - Ryan Dale Williams, calciatore australiano
- 29 ottobre - Tarek Abdelslam Sheble Mohamed, lottatore egiziano
- 29 ottobre - Lijpe, rapper olandese
- 29 ottobre - Alberto Bettiol, ciclista su strada italiano
- 29 ottobre - Niccolò Bonifazio, ex ciclista su strada italiano
- 29 ottobre - Jorge Franco Alviz, ex calciatore spagnolo
- 29 ottobre - India Eisley, attrice statunitense
- 29 ottobre - Treveon Graham, cestista statunitense
- 29 ottobre - Andrija Kaluđerović, calciatore montenegrino
- 29 ottobre - Betnijah Laney, cestista statunitense
- 29 ottobre - Tayra Meléndez, cestista, allenatrice di pallacanestro e dirigente sportiva statunitense
- 29 ottobre - Yanis Merdji, calciatore francese
- 29 ottobre - Julián Montoya, rugbista a 15 argentino
- 29 ottobre - Silas Müller, giocatore di football americano svizzero
- 29 ottobre - Isaac Seumalo, giocatore di football americano statunitense
- 29 ottobre - Aminath Shajan, ex nuotatrice maldiviana
- 29 ottobre - Aleksandar Tomić, ex cestista sloveno
- 29 ottobre - Camila Vezzoso, modella uruguaiana
- 29 ottobre - Domagoj Vuković, cestista croato
- 30 ottobre - André Coelho, giocatore di calcio a 5 portoghese
- 30 ottobre - Khalifa Mubarak, calciatore emiratino
- 30 ottobre - Brett Kelly, attore canadese
- 30 ottobre - Sara Magnaghi, canottiera italiana
- 30 ottobre - Marcus Mariota, giocatore di football americano statunitense
- 30 ottobre - Pip Pellens, attrice, doppiatrice e cantante olandese
- 30 ottobre - Charles Planet, ex ciclista su strada e ex ciclocrossista francese
- 30 ottobre - Luca Spirito, pallavolista italiano
- 30 ottobre - Joe Ward, pugile irlandese
- 30 ottobre - Raheem Wilson, giocatore di football americano statunitense
- 31 ottobre - Alexandru Buzbuchi, calciatore rumeno
- 31 ottobre - Michelle Coleman, ex nuotatrice svedese
- 31 ottobre - Milton Doyle, cestista statunitense
- 31 ottobre - Hassan Houbeib, calciatore mauritano
- 31 ottobre - Nadine Lustre, attrice, cantante e modella filippina
- 31 ottobre - Taylor Mega, modella e personaggio televisivo italiana
- 31 ottobre - Jasiel Rivero, cestista cubano
- 31 ottobre - Zarah Sultana, politica britannica
- 31 ottobre - Rasmus Windingstad, sciatore alpino norvegese
- 31 ottobre - Letitia Wright, attrice britannica